# Māshangī
Māshangī (persiska: ماشنگی, ماشِنگی) är en ort i Iran.   Den ligger i provinsen Hormozgan, i den sydöstra delen av landet, 1 000 km sydost om huvudstaden Teheran. Māshangī ligger 481 meter över havet och antalet invånare är 286.
Terrängen runt Māshangī är huvudsakligen platt. Māshangī ligger nere i en dal. Runt Māshangī är det ganska glesbefolkat, med 40 invånare per kvadratkilometer. Närmaste större samhälle är Hīzbandegān, 14,8 km öster om Māshangī. Trakten runt Māshangī är ofruktbar med lite eller ingen växtlighet.